# Bratuszyn
Bratuszyn [pronunciación en polaco: /braˈtuʂɨn/] es un pueblo en el distrito administrativo de Gmina Brudzew, dentro del Distrito de Turek, Voivodato de Gran Polonia, en el centro-oeste de Polonia. Se encuentra aproximadamente 3 kilómetros al sudoeste de Brudzew, 9 kilómetros al noreste de Turek, y 119 kilómetros al este de la capital regional, Poznań.
El pueblo tiene una población de 164 habitantes.